# 星星画会
星星画会，是1970年代末出现在中华人民共和国北京市的一个民间的美术团体，以追求自由与自我表现、带有现代主义风格的实验作品、具有特别历史意义的活动而闻名。其举办的两届“星星美展”，引起巨大社会反响，开辟了中国当代美术之路。

## 历史背景
1978年底，随着改革开放的开始，整个中国社会不断活跃起来，北京设有西单民主墙，新创刊的民间刊物繁多。北岛、黄锐、芒克等人骑着三轮车，赴清华大学、北京大学张贴他们办的文学刊物《今天》。诗人兼画家黄锐不满足于为《今天》画封面，乃与马德升策划举办美展。1978年底，成立了以两人为首的筹备组。此后钟阿城、曲磊磊、王克平、薄云（李永存）等陆续加入。1979年5月，几个人在东四十条76号开会，正式将展览命名为“星星美展”。“星星”是指每颗星星作为独立的发光体存在，相对于文革期间仅有一个发光体——被誉为太阳的毛泽东。参展成员的口号是：“用自己的眼睛认识世界，用自己的画笔和雕刀参与世界。”参展成员由黄锐和马德升看作品之后确定。1979年夏初，展览筹备完成，黄锐、马德升找到北京市美术家协会主席刘迅，申请举办展览。刘迅观摩准备展览的作品后很兴奋，当即同意安排展览，但北京市美协的展厅该年已排满，要他们等到明年展览。他们则认为不能再等，乃决定在中国美术馆东侧小花园自己举办此次展览，不经过政府审批。展览日期定为1979年9月27日至10月3日。同期中国美术馆内正在举办《建国三十周年全国美展》。
1979年9月26日，“星星”成员分散到北京各处张贴画展的海报。例如王克平、严力骑车到海淀区北京大学、中国人民大学等处张贴海报。

## 历史沿革

### 第一届星星美展
1979年9月27日，在北京市东城区的中国美术馆东侧小花园铁栅栏外，由黄锐、马德升发起举办“星星美展”。参展成员23人，多是业余青年画家，有马德升、王克平、黄锐、曲磊磊、薄云（李永存）、阿城（钟阿城）、李爽、严力、杨益平等。此次展览共有作品163件，包括油画、国画、木刻版画、钢笔画、木雕等等。作品主要挂在小花园铁栅栏上，一些大木雕摆放在地上，还有些画挂在树上。《今天》的诗人配了一些短诗排在画作旁边。“星星美展”引起轰动，大批观众前来观展。展览第一天，江丰（中国美术家协会主席、中央美术学院院长）、郁风（中国美术馆副馆长、女画家）、刘迅均来观展并表示支持；田力携法国籍妻子也来观展。展览第二天受到警方阻挠，警方带走了黄锐和马德升，但展览仍继续。来看这两天展览并表示支持的还有袁运生、古元等艺术家，中央美术学院的学生更是倾巢出动前来观展。
1979年9月29日，北京市公安局东城分局以展览“影响了群众的正常生活和社会秩序”为由，贴出布告责令展览停止，作品也被扣押。布告全文如下：

布　告 
最近发现有人在美术馆街头公园张贴海报和搞画展，影响了群众的正常生活和社会秩序。
为了维护社会秩序，根据《中华人民共和国治安管理处罚条例》和北京市革委会一九七九年三月二十九日《通告》的有关规定，美术馆街头公园内，不准搞画展，不准张贴、悬挂、涂写各种宣传品和大小字报。违者按《治安管理条例》和北京市革委会《通告》处理。
此布。
                                             北京市公安局东城分局（章）
                                             北京市东城区城建局（章）
                                             一九七九年九月二十七日 

画展被取消后，9月29日当天上午，刘迅在中国美术馆贵宾休息室听取了“星星”成员的申诉，并向中共北京市委书记兼宣传部长刘导生请示，刘导生答应以后要给他们安排展览，并要亲自接见他们。当天下午，“星星”成员应刘迅之约来到北海公园画舫斋（北京市美术家协会的常设展馆），刘迅和他们商定1979年10月在画舫斋继续举办“星星画展”。“星星”成员认为，10月中旬北京恰好召开中国文学艺术工作者第四次代表大会，可以借机扩大“星星”的影响。但事后这一决定受到其他艺术家如袁运生等人的反对，认为“星星”应更强硬。
9月29日晚，“星星”核心成员与北京各民间刊物负责人在赵南家里开会。《北京之春》的吕嘉民，《四五论坛》的徐文立、刘青、吕朴，《今天》的北岛、芒克，《探索》的赵南、路林，《沃土》的代表，《四月影会》的池小宁，以及其他朋友与会。各民间刊物代表不满“星星”的妥协，认为应借此机会给中共北京市委第一书记林乎加施压。“星星”的黄锐对激进做法表示疑虑，各民间刊物代表中间也有不同看法。结果激进观点占上风，最终会议决定游行，并当即起草了《联合公告》。公告指责北京市公安局东城分局取缔“星星美展”的非法行为，要求中共北京市委纠正。若在10月1日9点前中共北京市委不作出像样答复，他们将游行。会议在9月30日凌晨2时许结束。徐文立、刘青派人将《联合公告》抄写为大字报，在9月30日上午张贴在西单民主墙。徐文立带领二人另将《联合公告》抄送中共北京市委机要收发室转第一书记林乎加。
9月30日，林乎加见到《联合公告》后，随即召来刘迅，责令刘迅制止游行。同时林乎加向中共中央主席华国锋汇报。
9月30日上午，马德升、曲磊磊、王克平将“星星美展”起诉北京市公安局东城分局的起诉书送交东交民巷的最高人民检察院接待处。9月30日下午，“星星”核心成员与各民间刊物负责人在刘青家开会，刘迅中间曾来并且劝告不要游行，但无果。此次会议决定游行，定出以“要政治民主，要艺术自由！”为首的六条口号，并推选出游行第一线指挥：黄锐、徐文立、北岛、吕朴；第二线指挥：王克平、刘青、芒克。游行路线为：从西单民主墙出发，沿西长安街过天安门广场到东长安街，在王府井大街南口向南拐，到达中共北京市委。
1979年10月1日9点，游行按计划开始进行。《北京之春》临时取消参加游行，《沃土》改以“艺术组”名义参加游行。参加者中“星星”的人很少，仅有黄锐、马德升、曲磊磊、阿城、甘少成、朱金石等人，大部分为民间刊物人士如徐文立、吕朴、北岛及围观群众。另有几名“星星”的人与游行队伍保持距离跟随着。池小宁举着摄影机跟拍。外国驻北京记者基本都来了。便衣警察在四周戒备。游行的大横标语是：“维护宪法游行”，这是为了争取高层开放派支持。大横标语的背面则保留着原先定出的口号“要政治民主，要艺术自由！”在西单，徐文立宣布游行开始，聚集者大约五、六百人，马德升代表“星星”讲话，黄锐宣读“星星美展”对北京市公安局东城分局的起诉书，徐文立、吕朴代表民间刊物讲话。随后队伍出发。走到六部口时，几百名警察堵住西长安街。大部分游行者退缩。此时，徐文立示意游行队伍暂时停下，只身前往交涉，警方表示不能经中南海门前游行。根据警察指示，队伍改走北新华街、前门西大街、前门东大街到正义路的中共北京市委。在中共北京市委大楼前，马德升、徐文立、吕朴演讲，随后第一线指挥进入中共北京市委大楼谈判。第二线指挥在大楼外继续指挥，芒克带头唱起《国际歌》。第一线指挥受到上访接待室值班人员接待。随后，徐文立宣布整个活动结束。
10月1日上午，游行开始时，中共中央政治局紧急研究措施，抓捕和不抓捕的意见争持不下，最终折衷决定再闹下去就抓捕。中共中央政治局决议经中共北京市委传达到北京市公安局，北京市公安局报告称游行者刚刚解散。
10月2日，“星星美展”筹备组与民间刊物《探索》、《沃土》、《四五论坛》等编辑部联合起草《告人民书》，叙述了10月1日游行的始末，进行辩护。
中国文学艺术工作者第四次代表大会延后至10月30日在北京开幕，夏衍在开幕词中指责“星星”游行搅乱中央部署，全国人大常委会委员长叶剑英的国庆节讲话，海外媒体都未报道，却都在报道游行。而周扬却在此次大会上发言称：“星星美展”有人才，要保护。不少各地代表也在大会上表示不同意取缔“星星美展”。之后，《四五论坛》刘青1979年、徐文立1981年先后被捕、判刑。
1979年11月20日，“星星”成员接到刘迅通知，允许“星星美展”在北海公园画舫斋合法展出，展期从11月23日至12月2日，共计10天。11月23日，“星星美展”如期开展。11月24日，《人民日报》刊登了“星星美展”的广告，观众由此迅速增加，各国记者纷纷前来。11月30日，在刘迅主持下，在画舫斋里院的会议室开座谈会，美术界和新闻单位人士参加，孙克祥（中央美术学院美术史系研究生、中央美术学院学生会主席）等人对展览大加称赞，新华社记者则与“星星”成员不欢而散。后来刘导生也亲自混在观众中看了展览，并认为这些作品没有不可以展览的，还说他认识“星星”成员王克平的父亲（一二·九运动风云人物）。展览共有数万观众参观。
第一届“星星美展”中，王克平的木雕《呼吸》、《沉默》，黄锐的《遗嘱》、《新生》，马德升的木刻，曲磊磊的《思绪》组画都受到关注。参展者有黄锐、马德升、钟阿城、李永存（薄云）、曲磊磊、王克平、严力、毛栗子、杨益平、李爽、艾未未、朱金石、肖大元、周迈由、邵飞、甘少成、张世琪等。在北海公园画舫斋的展出还比之前增加了参展者及作品。

### 星星画会成立与第二届星星美展
1980年3月，官方的《美术》杂志发表了该刊青年编辑栗宪庭的《关于“星星”美展》一文。这是中国国内首篇评介“星星”的文章（不计内部通报或批判“星星”的文件）。
1980年夏初，经刘迅建议，“星星”开会决定成立“星星画会”，并向北京市美协注册。1980年8月，“星星画会”在北京正式成立，主要成员有：黄锐、马德升、阿城、曲磊磊、王克平、薄云、杨益平、毛栗子、邵飞、严力、李爽、艾未未、朱金石、甘少成、尹光中、赵刚等等。同年，星星画会向中国美术家协会申请举办第二届“星星美展”。阿城、刘迅、艾青（艾未未的父亲）、袁运生都向中国美术家协会主席江丰建议同意第二届“星星美展”举办。江丰亲自看了准备展出的作品，表态同意展览的举办。
在江丰安排下，经过各级部门同意，1980年8月24日至9月7日，第二届“星星美展”在中国美术馆举办，展出149件作品。口号为：“我们不再是孩子了，我们要用新的、更加成熟的语言和世界对话。”8月26日，《人民日报》刊登“星星美展”广告。超过20万人参观此展。展览原本只到9月4日，但中国美术馆因门票收入可观，故延展至9月7日。
当时，北岛刚调到半月刊《新观察》当编辑。北岛乃组稿介绍“星星”，1980年9月10日在《新观察》上刊登。其中包括老作家冯亦代的《可喜的探索》，李永存化名“阿蛮”的《街头美展的继续》，并配有六张图片。此举令“星星”的影响扩大，中共中央宣传部十分不满。
第二届“星星美展”引起中国美术界高层人士恐慌。正在北戴河疗养的江丰赶回北京后，随即遭到中国美术界高层人士围攻。江丰到中国美术馆看了展览，对“星星”也很不满，说部分画作他原来并不同意展出。江丰因为支持“星星美展”而连遭攻击，1982年9月13日便去世。
第二届“星星美展”中，王克平的木雕作品《偶像》引起了很多关注。李爽的《神台下的红孩》、严力的《对话》等作品也受到好评。参展者除了“星星画会”骨干成员黄锐、马德升、钟阿城、李永存（薄云）、曲磊磊、王克平、严力、毛栗子、杨益平、李爽、艾未未和参加过第一届“星星美展”的朱金石、肖大元、周迈由、邵飞、甘少诚、张世琪外，还有新加入的尹光中、李永奇、赵大陆、包炮、宋红、赵刚、陈延生、张之中、刘大宣、曹立伟、汪建中等。“星星”成员马德、肖大元、钟阿城、杨益平、姜云、薄云（李永存）、曲磊磊、黄锐、严力、李爽、王克平、陈延生、张世琪在中国美术馆门前的第二届“星星美展”广告前合影留念。

### 画会解散
1983年8月14日，黄锐、马德升、王克平在北京市宣武区自新路小学举办三人联展。当时清除精神污染运动已开始，由于此展的观众不少是各国外交官，引起了中国政府部门的关注。1983年8月19日，该展览被封。
“星星美展”举办两届后，出现不少分歧和争议，第三届“星星美展”已不可能举办。黄锐、马德升、王克平三人联展被封，也意味着“星星画会”群体的最终解散。1981年至1986年，“星星画会”成员相继出国。

## 后世纪念
为纪念“星星”，2007年11月20日起，在北京今日美术馆举办“原点：星星画会回顾展”，11月20日画展开幕式结束后，举办了“一代人”诗歌朗诵会。该展览策展人为朱朱，主办方为南京艺事后素现代美术馆。